# Blyde River Canyon

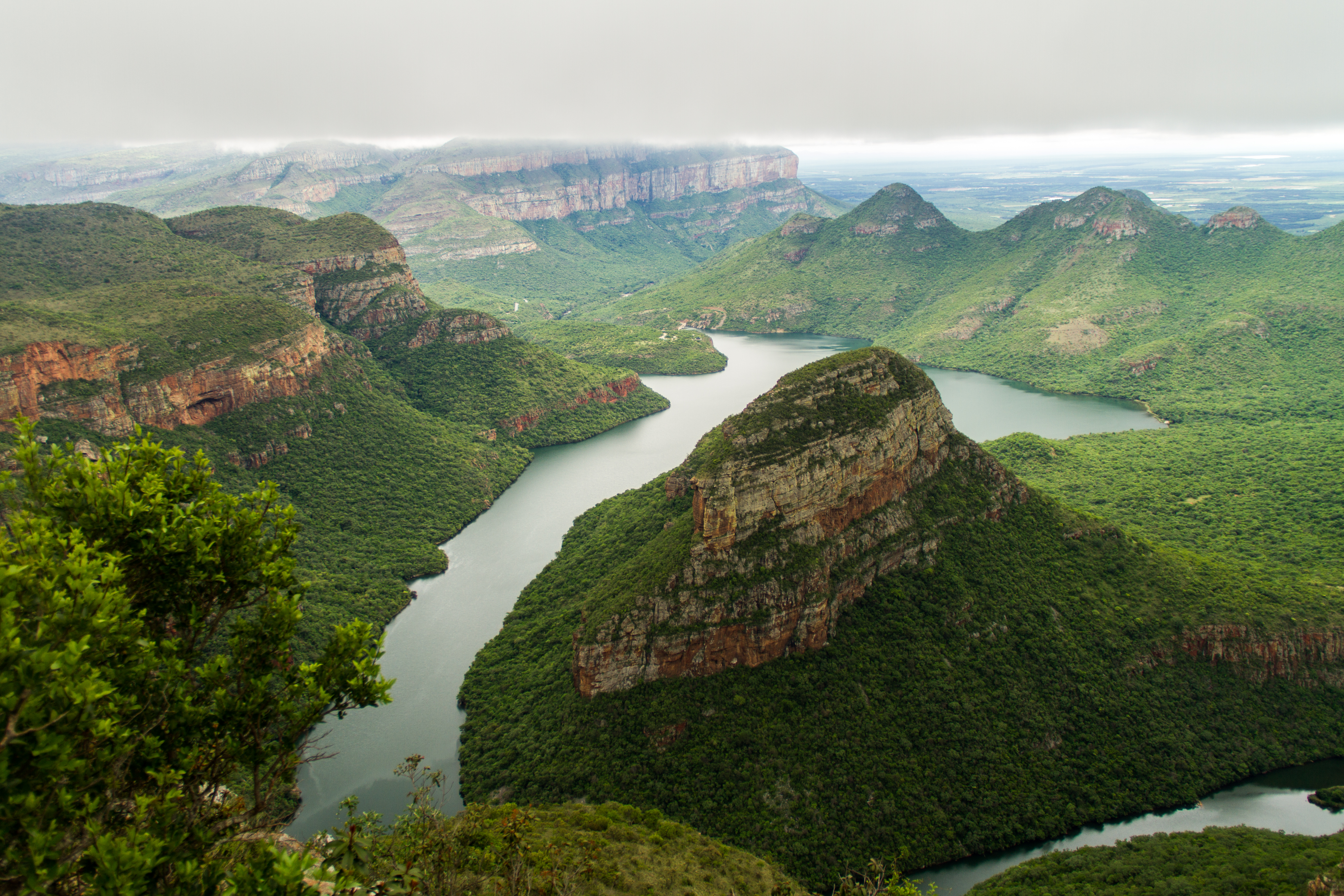
Blyde River Canyon

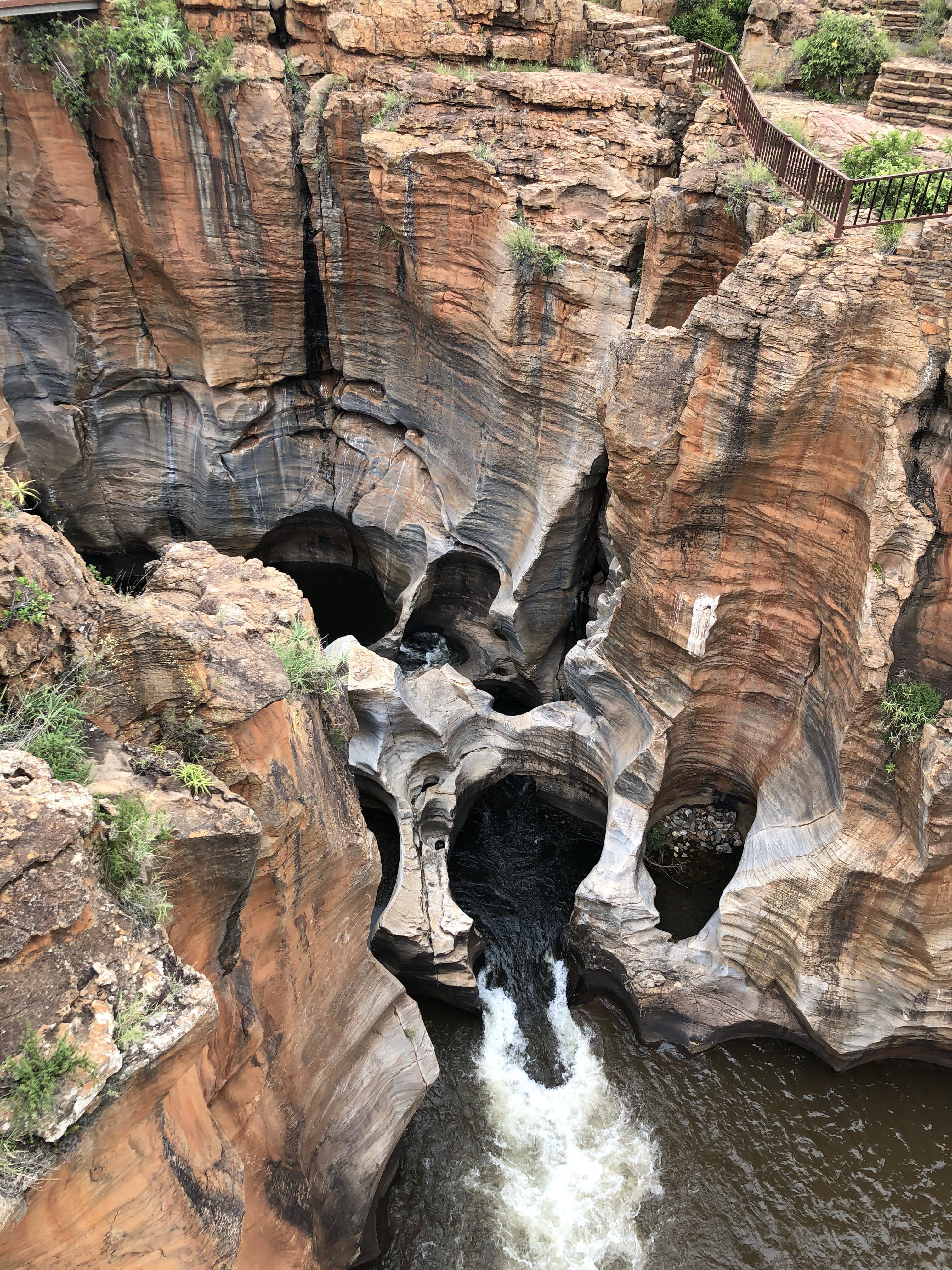
Bourke's Luck Potholes

Il Blyde River Canyon è un canyon situato in Sudafrica, nella provincia di Mpumalanga, sulla Strada del Panorama, ed è il terzo canyon più grande del mondo con i suoi 26 km di lunghezza e 800 m di profondità. Si trova nella parte settentrionale dei monti Drakensberg ed è costituito principalmente di pietra arenaria. È stato scavato nel corso dei millenni dai fiumi Blyde e Olifants.
Fra i luoghi più celebri del canyon ci sono "Three Rondavels", formazioni rocciose che ricordano le capanne dei popoli locali (rondavels è il termine afrikaans per "capanna") e "God's Window" ("la finestra di Dio") da cui, come suggerisce il nome, si gode di un panorama particolarmente suggestivo.